# 6. Sinfonie (Kochan)
Die Sinfonie Nr. 6 ist die letzte Sinfonie von Günter Kochan (1930–2009). Sie entstand in der Zeit von 2003 bis 2006 und wurde am 11. Februar 2011 in Berlin uraufgeführt. Das Werk hat eine Spieldauer von ungefähr 25 Minuten.

## Orchesterbesetzung
Piccolo, 2 Flöten, 2 Oboen, 2 Klarinetten, Bassklarinette, 2 Fagotte, 4 Hörner, 3 Trompeten, 3 Posaunen, Tuba, Pauken, Schlagzeug (Große und kleine Trommel, Becken Tamtam, Holztrommel, 2 Tomtoms, Röhrenglocken, Glockenspiel, Xylophon, Vibraphon), Klavier (auch Celesta), Streicher

## Sätze
Die Sinfonie ist in sechs Sätze unterteilt:
1. Moderato – Sostenudo
2. Larghetto
3. Furioso
4. Adagio
5. Allegro
6. Moderato – Lento

## Entstehungsgeschichte
Die Sinfonie wurde im Zeitraum von 2003 bis 2006 in Hohen Neuendorf, dem letzten Wohnort von Günter Kochan komponiert. Stilistisch bezog er sich auf seine Mendelssohn-Variationen und die Orchestermusik Nr. 2 und schuf ein kontrapunktisches Werk.

## Uraufführung
Die Sechste Sinfonie wurde postum 2011 in Anwesenheit seiner Witwe Inge Kochan vom Konzerthausorchester Berlin unter der Leitung von Lothar Zagrosek im Konzerthaus Berlin uraufgeführt. Der früher unter dem Namen Berliner-Sinfonieorchester bekannte Klangkörper brachte bereits seine 2., 4. und 5. Sinfonie in den 1960er und 1980er Jahren zur Uraufführung.